# Janusz Szpotański

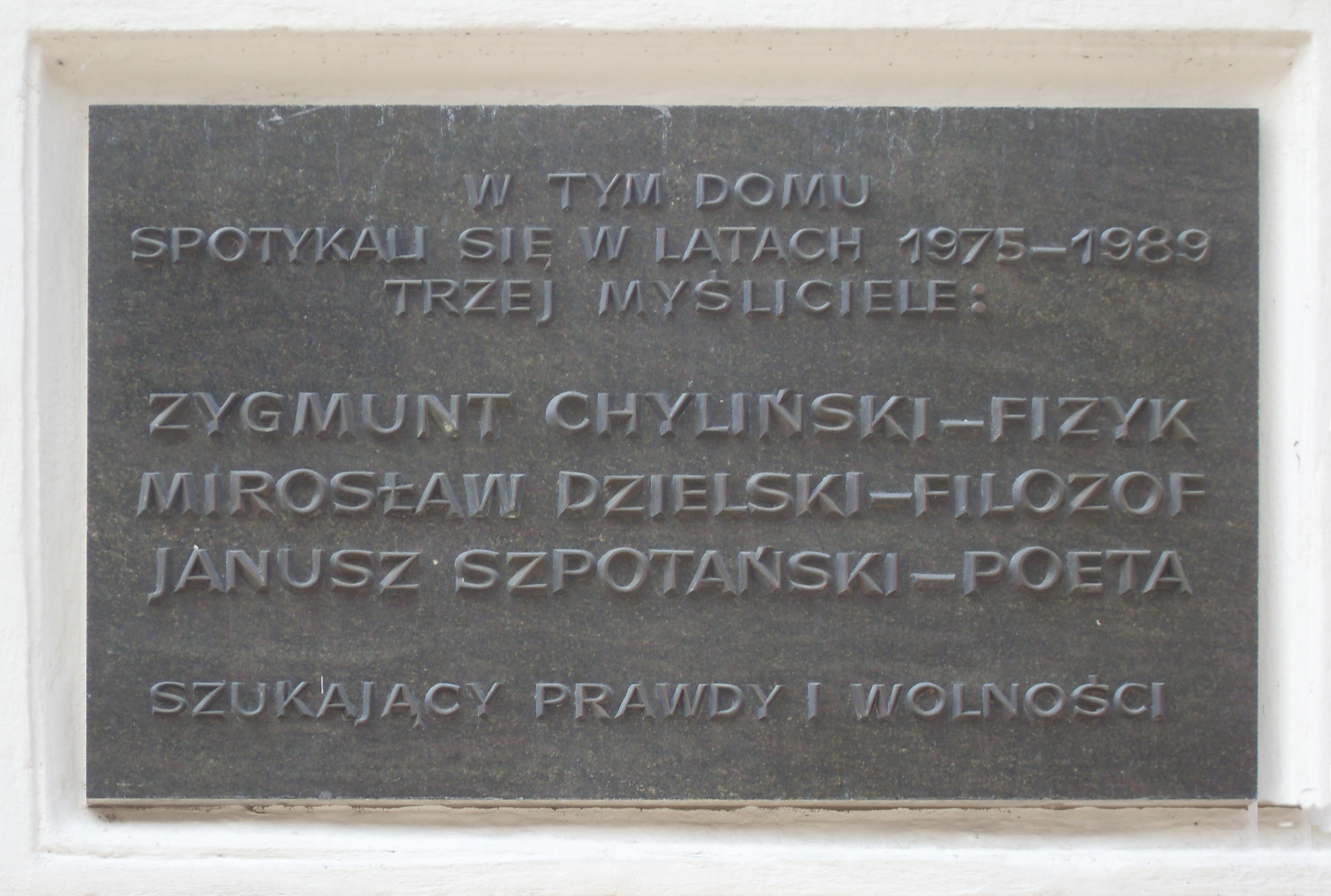
Tablica pamiątkowa na kamienicy przy ul. Poselskiej 24 w Krakowie

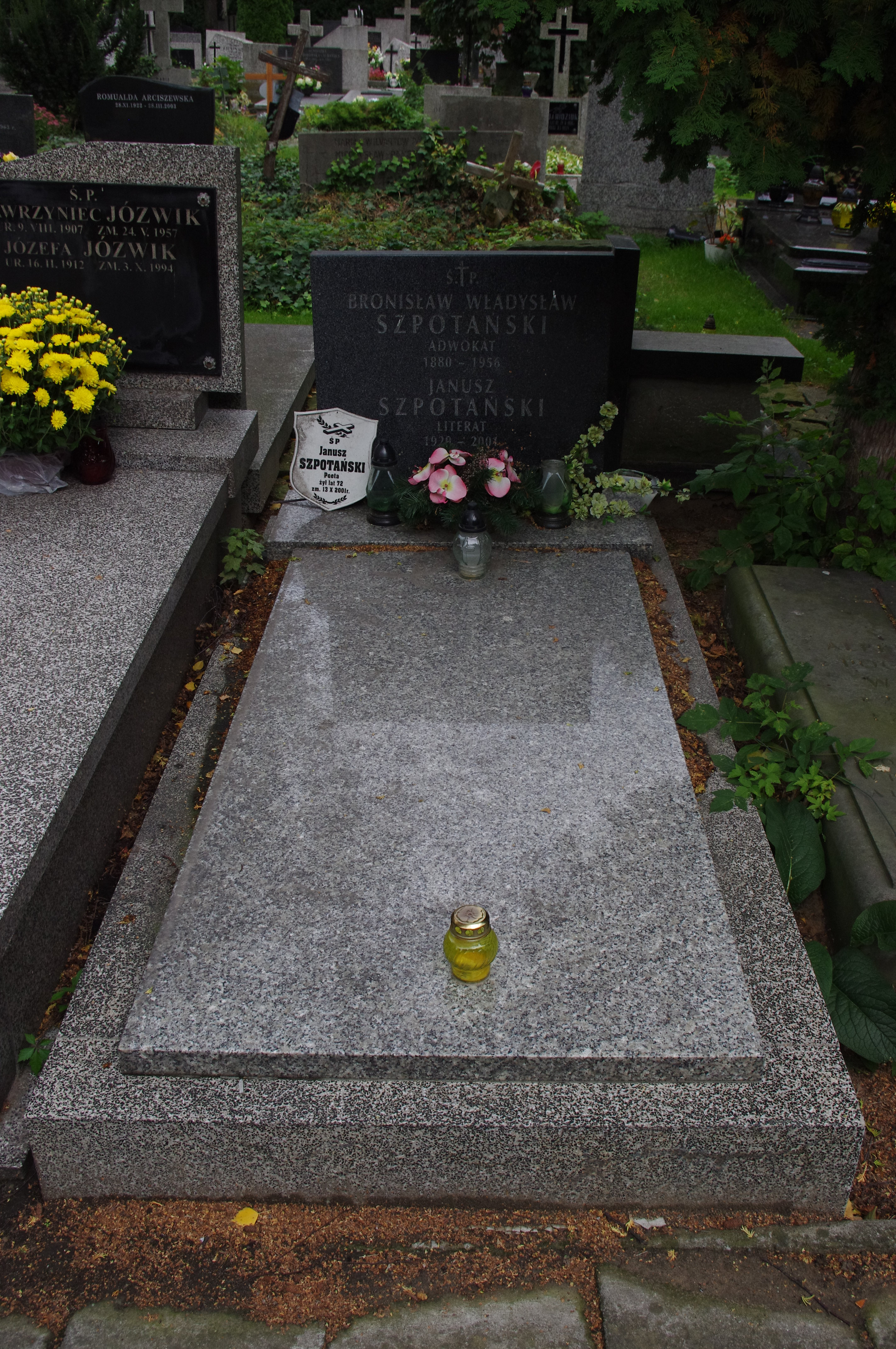
Grób Janusza Szpotańskiego na cmentarzu ewangelicko-reformowanym w Warszawie

Janusz Henryk Szpotański, pseud. Władysław Gnomacki, Aleksander Oniegow, Szpot (ur. 14 września 1929 w Warszawie, zm. 13 października 2001 tamże) – polski poeta, satyryk, krytyk i teoretyk literatury, tłumacz, szachista z tytułem mistrza krajowego, mistrz Warszawy (1951), drużynowy mistrz Polski (1959). Komandor Orderu Odrodzenia Polski.

## Życiorys
Był autorem prześmiewczych poematów komicznych, w których z wdziękiem szydził z rządzących w PRL prominentnych działaczy PZPR, przez przyjaciół nazywany Szpotem (niem. Spott – szyderstwo, kpina).
W 1951 został wyrzucony z powodów politycznych ze studiów na Uniwersytecie Warszawskim. W 1964 napisał sztukę Cisi i gęgacze, czyli bal u prezydenta – utwór będący pamfletem przeciwko rządom Władysława Gomułki, który występował jako postać Gnoma, a także satyrą na ówczesne postawy inteligencji. 6 stycznia 1967 aresztowano Szpotańskiego. W 1968 został skazany na trzy lata pozbawienia wolności za sporządzanie i przekazywanie w celu rozpowszechniania opracowań szkodliwych dla interesów państwa. Jego obrońcami byli Władysław Siła-Nowicki i Jan Olszewski. W czasie wydarzeń marca 1968 stał się celem ataków I sekretarza KC PZPR Władysława Gomułki, który nazwał poetę „człowiekiem o moralności alfonsa”, a jego utwór – „reakcyjnym paszkwilem, ziejącym sadystycznym jadem nienawiści do naszej partii”. Z więzienia Szpotański wyszedł w 1969 w wyniku amnestii.
W Cichych i gęgaczach, pamflecie politycznym, wykorzystał i sparafrazował wiele znanych utworów muzycznych (m.in. Horst-Wessel-Lied jest wykonywany przez chór zomowców z Golędzinowa).
W latach 70. XX w. napisał Carycę i zwierciadło – satyryczną wizję dziejów Rosji i ZSRR, przy czym carycą w jego ujęciu był sekretarz generalny KC KPZR Leonid Breżniew.
Towarzysz Szmaciak to poemat satyryczny opisujący dzieje jego bohaterów: Szmaciaka, Buca i Rurki na przestrzeni lat Polski Ludowej, dzieło będące kwintesencją jego twórczości.
Był członkiem Stowarzyszenia Pisarzy Polskich.
23 września 2006 został pośmiertnie odznaczony przez Prezydenta RP Lecha Kaczyńskiego Krzyżem Komandorskim Orderu Odrodzenia Polski.

## Osiągnięcia szachowe
W 1956 uzyskał tytuł mistrza krajowego w szachach. Pięciokrotny medalista mistrzostw Warszawy  (1951 złoty medal; 1949, 1955 srebrny medal; 1956, 1971 brązowy medal). Drużynowy mistrz Polski z 1959 roku. W 1956 roku zajął VI miejsce w Indywidualnych Mistrzostwach Polski w Szachach w Częstochowie (1 finał, wynik 11/19).

## Życie prywatne
Był wyznania ewangelicko-augsburskiego. Spoczywa na warszawskim cmentarzu ewangelicko-reformowanym (kalwińskim) przy ul. Żytniej w Warszawie (kwatera 10-1-10).

## Publikacje
- Cisi i gęgacze czyli bal u prezydenta, 1964
- Targowica czyli opera Gnoma (poświęcona obchodom milenijnym), 1966
- Ballada o cudzie na Woli. W Warszawie na Woli ukazał się duch Bieruta i sprzedawał kiełbasę po 26 zł za kilo, 1966
- Lament Wysokiego Dygnitarza, 1966
- Ballada o Łupaszce, 1968
- Rozmowa w kartoflarni, 1968
- Gnomiada, 1976
- Caryca i zwierciadło, 1974
- Towarzysz Szmaciak, 1977
- Szmaciak w mundurze, czyli Wojna pcimska, 1983
- Sen towarzysza Szmaciaka, 1984
- Bania w Paryżu (niedokończony), 1974–1979